# Los Arabos
Los Arabos är en ort i Kuba.   Den ligger i provinsen Matanzas, i den nordvästra delen av landet, 180 km öster om huvudstaden Havanna. Los Arabos ligger 79 meter över havet och antalet invånare är 12 504.
Terrängen runt Los Arabos är mycket platt. Runt Los Arabos är det ganska glesbefolkat, med 34 invånare per kvadratkilometer. Närmaste större samhälle är Colón, 18,9 km väster om Los Arabos. Omgivningarna runt Los Arabos är en mosaik av jordbruksmark och naturlig växtlighet.